# Geoarcheológia
A geoaercheológia a régészet:
- geológiai,
- geomorfológiai,
- geofizikai,
- geokémiai és
- őslénytani, azaz
  - archeobotanikai és
  - archeozoológiai

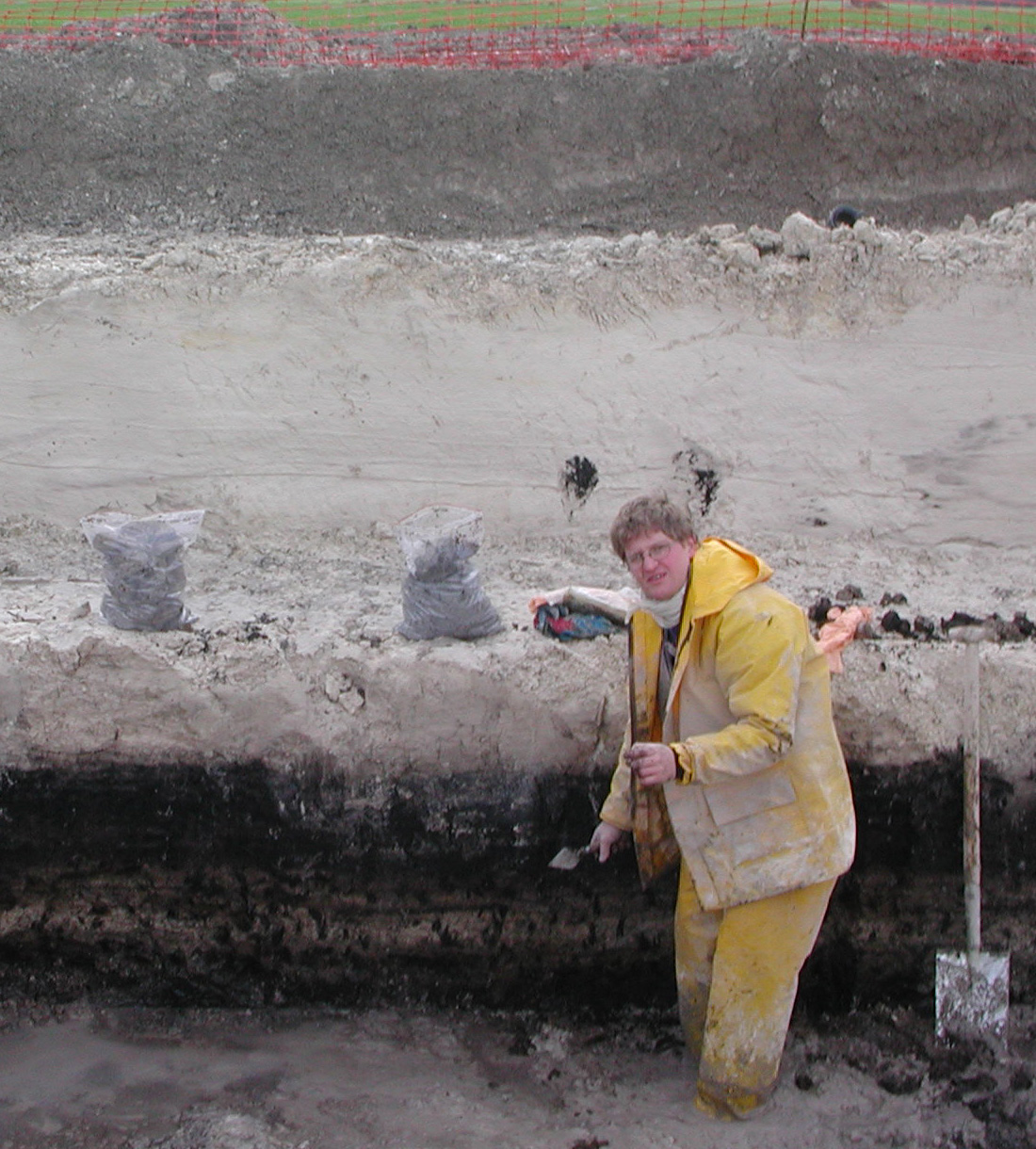
Egy geoarcheológus rétegtani elemzést végez az LGV Est nagysebességű vasútvonal nyomvonalán.

módszereket alkalmazó segédtudománya.
Előzményei a 18. századig nyúlnak vissza, valódi geoaercheológiáról azonban csak a 19. század második fele óta beszélhetünk. Alapjait Charles Lyell 1863-ban megjelent könyve vetette meg: ebben a szerző arra a következtetésre jutott, hogy a geológia, az őslénytan és a régészet megközelítési módjai, módszerei összekapcsolódnak, így a geológiának és az őslénytannak is fontos szerepet kell adni a régészeti kutatásban. Nagyjából ugyanekkor ismerték fel az archimetriai elemzés, azaz az ember által készített tárgyak geológiai és őslénytani vizsgálatának jelentőségét is.
Magyarországi úttörőjének Herman Ottó természettudóst tekintik, de igazán csak a második világháború után terjedt el, az egykori környezet geomorfológiai, geológiai, őslénytani rekonstrukciója, archimetriai feltárása pedig csak az 1990-es évektől vált rutinszerűvé.
A földtani, őslénytani, paleobotanikai vizsgálatok mellett egyre jelentősebb a régészeti feltárásokon végzett történeti talajtani vizsgálatok szerepe – hazánkban elsőként és behatóbban Stefanovits Pál foglalkozott a paleotalajok talajtani elemzésével löszfeltárásokban és Mátralába pleisztocén rétegeiben.